# Provincia di Azángaro
La provincia di Azángaro è una delle 13 province della regione di Puno nel Perù.

## Capoluogo e data di fondazione
Il capoluogo è Azángaro.
È stata istituita nel 1821.
Sindaco (Alcalde): Rubén Pacharri Inofuente (2007-2010)

## Superficie e popolazione
- 2277,63 km²
- 136 523 abitanti (inei2005)

## Provincie confinanti
Confina a nord con la provincia di Carabaya; a sud con la provincia di San Román e con la provincia di Lampa; a est con la provincia di San Antonio de Putina e con la provincia di Huancané; e a ovest con la provincia di Melgar.

## Geografia antropica

### Suddivisioni amministrative
È divisa in 15 distretti:
- Azángaro
- Achaya
- Arapa
- Asillo
- Caminaca
- Chupa
- José Domingo Choquehuanca
- Muñani
- Potoni
- Saman
- San Antón
- San José
- San Juan de Salinas
- Santiago de Pupuja
- Tirapata